# Agrilus gianfrancoi
Agrilus gianfrancoi es una especie de insecto del género Agrilus, familia Buprestidae, orden Coleoptera.
Fue descrita científicamente por Bellamy, 2004.